# Espacio Miró
Espacio Miró es una exposición permanente sobre el pintor catalán Joan Miró inaugurada en Madrid el 13 de diciembre de 2016, organizada por la Fundación Mapfre en el Palacio de la Duquesa de Medina de las Torres, su sede principal del Paseo de Recoletos en Madrid. 
La colección está compuesta por 65 obras de Joan Miró procedentes de diferentes propietarios y además cuenta con cuatro esculturas y un óleo de Alexander Calder (obsequios de este al propio Miró), con el que el pintor catalán mantuvo una gran amistad y una especial proximidad artística. Aunque en su mayoría se trata de obras de las últimas décadas, se pueden encontrar pinturas de diferentes períodos.

## Historia
Las obras estaban conservadas en distintos domicilios familiares de los herederos de Joan Miró, y en su gran mayoría nunca habían sido expuestas al público con anterioridad. Los herederos llegaron a un acuerdo con Fundación Mapfre para hacer un depósito gratuito a cinco años, prorrogables cinco años más. Las obras se exponen en las dos plantas nobles de la sede central de la Fundación. La inauguración de la muestra contó con la presencia de Robert S.Lubar, experto en Miró y Director de la New York University en Madrid.

## Recorrido
El recorrido por la colección se divide en cinco secciones. La primera de ellas, Miró/Calder, presenta la mutua admiración artística y la relación de amistad entre ambos artistas, que compartirán el mismo interés por la depuración formal de los motivos, así como por la abstracción, el circo o el ballet, entre otros. Como ejemplo de esta relación destaca el Retrato de Joan Miró, realizado en alambre de acero por Alexander Calder. Este conjunto de obras expuestas son regalos con los que el propio Calder obsequió a Miró.
Tras las Constelaciones, Miró inauguró un nuevo modo de disponer en la superficie del cuadro toda una serie de formas, que ejercerían una notable influencia en la mayor parte de los expresionistas abstractos norteamericanos, una influencia recíproca, que se observa en la gestualidad de las obras de gran formato del artista catalán. Tal es el caso de Mujer española, de 1972. Por este motivo esta sección se titula El signo y el gesto, donde además se puede ver el uso que hace el artista de distintos materiales como la arpillera, el cartón como soporte, el acrílico o el lienzo sin bastidor, que recuerdan el ambiente del informalismo que por estos años se desarrollaba en Europa. En la tercera sección Mujeres, pájaros, estrellas se pueden observar los motivos principales de la obra del artista catalán, pero renovados. Miró los utiliza como un pretexto para estudiar sobre la propia pintura y la gestualidad: el negro y el trazo duro y agresivo se alterna con arabescos y formas curvas “manchadas” por las gotas que deja el acrílico sobre la tela, tal y como se muestra en Femme, 1974, entre otras.
Una galería de monstruos se centra en las cabezas de los últimos años. Personages es la palabra francesa que mejor describe a los monstruos de Miró, criaturas extrañas, unas veces traviesas y otras líricas. Cabezas solitarias que surgen del lienzo y que nos miran inquisitivamente produciendo en el espectador una suerte de miedo mezclado con el humor que trasluce toda su obra.
La última sección, Desafío a la pintura, muestra un conjunto de pinturas, que recuerdan la célebre frase según la cual el artista quería asesinar su pintura. Este asesinato tiene un doble sentido. Por un lado los materiales de desecho, las tablillas, las resinas y los pegotes de pintura se convierten en protagonistas. Por otro, interviene sobre pinturas ya existentes: compra obras de artistas desconocidos, encontradas en mercados populares, sobre las que pinta con un resultado que es una mezcla de los dos. En total, Miró hizo diez de estas obras a lo largo de su carrera de las que la exposición muestra cuatro como Personajes en un paisaje cerca del pueblo, 1965.